# Gorga, Lazio
Gorga är en ort och kommun i storstadsregionen Rom, innan 2015 provinsen Rom, i regionen Lazio i Italien. Kommunen hade 706 invånare (2018).